# Coffee Stain
Coffee Stain — шведская группа компаний, занимающихся разработкой и изданием компьютерных игр. Головной офис Coffee Stain находится в Шёвде, Швеция.

## История
Компания Coffee Stain Studios была основана в 2010 году девятью студентами университета Шёвде как студия по разработке видеоигр. 16 декабря 2010 года была выпущена их первая мобильная игра I Love Strawberries для iOS через App Store — издателем выступила Atari, Inc. Вторая игра Sanctum была первоначально разработана как модификация для Unreal Tournament 3 и победила на конкурсе Make Something Unreal, который проводила компания Epic Games в 2009 году. Модификация собрала достаточно положительных отзывов, чтобы студия с помощью бесплатного набора инструментов разработчика Unreal Development Kit переработала Sanctum в самостоятельную игру — она была выпущена 15 апреля 2011 года. Ещё до этого, 23 марта 2011 года, Coffee Stain подписала пятилетнее соглашение с Epic Games о разработке игр с использованием уже коммерческого движка этой же компании — Unreal Engine 3. В 2013 году была выпущена игра-продолжение Sanctum 2.
Игра Goat Simulator, выпущенная в апреле 2014 года, получила смешанные отзывы критиков, зато завоевала огромную популярность среди игроков благодаря летсплеям и стримингу: эта придуманная в рамках внутреннего геймджема игра использовала намеренно забагованную и преувеличенную ragdoll-физику для создания комичных ситуаций. Уже к августу 2014 года продажи Goat Simulator превысили продажи всех предыдущих игр студии вместе взятых, а к 2016 году она принесла разработчикам в общей сложности около 12 миллионов долларов.
В феврале 2017 года Coffee Stain объявила об учреждении Coffee Stain Publishing — дочернего издательства, занимающегося выпуском игр других разработчиков. Первой такой игрой стала Huntdown от шведской студии Easy Trigger. Тогда же Coffee Stain приобрела долю в компании Ghost Ship Games, став издателем игры Deep Rock Galactic; в апреле 2017 года компания приобрела долю в новосозданной гётеборгской студии Lavapotion. В рамках программы инвестиций Levelling the Playing Field компания сделала вложения в датскую компанию Other Tales Interactive в 2018 году и шведскую Kavalri. В 2018 году Coffee Stain приобрела мажоритарную долю в студии Gone North Games, раньше работавшей с Coffee Stain как с издателем, и присоединила её к собственной группе компаний, переименовав в Coffee Stain North.
В 2018 году вся группа компаний Coffee Stain вошла в состав шведского холдинга THQ Nordic AB (позднее переименованного в Embracer Group); сделка предусматривала выплату 317 миллионов шведских крон (примерно 34,9 миллиона долларов США) и дополнительные выплаты по достижении неких неназванных целевых ориентиров. Coffee Stain продолжала функционировать внутри THQ Nordic, сохранив прежнюю структуру, и её генеральный директор Антон Вестберг сохранил свой пост. В это время во всех компаниях группы работало 45 человек, из них 24 в Coffee Stain Studios.
В 2022 году Coffee Stain и студия Rare Earth сообщили о партнёрстве с целью создания нового кроссплатформенного кооперативного экшена. 
В апреле 2024 года Embracer Group объявил о решении трансформироваться в три отдельные компании, одной из которых станет Coffee Stain & Friends, в которую войдут Coffee Stain, Ghost Ship, Tarsier, Tuxedo Labs, Easybrain, Deca, CrazyLabs, Cryptic, THQ Nordic и Amplifier Game Invest. Новая компания будет заниматься разработкой инди, A- и AA-игр премиальной и условно-бесплатной моделей распространения для ПК, консолей и мобильных устройств.

## Структура
В скобках указаны доли владения в 2018 году согласно отчёту Embracer Group о приобретении.
- Coffee Stain Holding (100 %)[1]
  - Coffee Stain Studios (100 %)[1]
  - Coffee Stain Publishing (100 %)[1]
  - Coffee Stain North (100 %)[1]
  - Lavapotion (60 %)[1]
  - Ghost Ship Games (35 %)[1]
  - Other Tales Interactive (20 %)[1]

## Список игр
| 2010 | I <3 Strawberries            | iOS | Atari, Inc.                               |
| 2011 | Sanctum                      | Windows, macOS                                                                                         | Coffee Stain Studios                      |
| 2013 | Super Sanctum TD             | Windows, iOS, macOS                                                                                    | Coffee Stain Studios                      |
| 2013 | Sanctum 2                    | Windows, Xbox 360, PlayStation 3, macOS, Linux                                                         | Coffee Stain Studios                      |
| 2014 | Goat Simulator               | Windows, Xbox 360, Xbox One, PlayStation 3, PlayStation 4, iOS, macOS, Android, Linux, Nintendo Switch | - Coffee Stain Publishing - Double Eleven |
| 2019 | Satisfactory (ранний доступ) | Windows                                                                                                | Coffee Stain Publishing                   |
| 2024 | Satisfactory                 | Windows                                                                                                | Coffee Stain Publishing                   |

| 2014 | A Story About My Uncle    | Windows, macOS, Linux                                                                           | Gone North Games                                   |
| 2016 | The Westport Independent  | Windows, iOS, macOS, Android, Linux                                                             | Double Zero One Zero                               |
| 2018 | Deep Rock Galactic        | Windows, PlayStation 4, PlayStation 5, Xbox One, Xbox Series X/S                                | Ghost Ship Games                                   |
| 2018 | Puppet Fever              | Windows                                                                                         | Coastalbyte Games                                  |
| 2020 | Huntdown                  | Windows, iOS, macOS, Android, Linux, Xbox One, PlayStation 4, Nintendo Switch                   | Easy Trigger                                       |
| 2021 | Valheim                   | Windows, macOS, Linux, Xbox One, Xbox Series X/S                                                | Iron Gate                                          |
| 2022 | Midnight Ghost Hunt       | Windows                                                                                         | Vaulted Sky Games                                  |
| 2022 | Songs of Conquest         | Windows, macOS                                                                                  | Lavapotion                                         |
| 2022 | Goat Simulator 3          | Windows, iOS, Android, PlayStation 4, PlayStation 5, Xbox One, Xbox Series X/S, Nintendo Switch | Coffee Stain North                                 |
| 2024 | Goat Simulator Remastered | Windows, PlayStation 5, Xbox Series X/S                                                         | Coffee Stain Studios, Coffee Stain North, Fishlabs |